# اللواء 117 حرس حدود (اليمن)
اللواء 117 حرس حدود هو لواء مشاة يمني يتبع قوات حرس الحدود ويتمركز في منطقة الفراء بمحافظة صعدة، ويتبع عمليات المنطقة العسكرية السادسة.

## القادة
| م | القائد | بداية | نهاية | المدة |
| - | ------ | ----- | ----- | ----- |
| 1 |        |       |       |       |
| 2 |        |       |       |       |